# Klein Rudolf
Klein Rudolf (Szabadka, 1955. május 15. – ) építészettörténész, fotográfus, egyetemi tanár, a Magyar Tudományos Akadémia doktora.

## Élete
Az Óbudai Egyetem Ybl Miklós karán, és az Újvidéki Egyetemen oktat. Korábban bizonyos ideig órákat adott a The Hebrew University-n, a Kyotó-i Műegyetemen, és a Bezalel Academy of Arts and Design-on. A XX. századi építészet történetével foglalkozik, illetve az építészet és a filozófia, az építészet és
a vallási/nemzeti önazonosság kapcsolatával. Nagyobb képes monográfiát készített a magyarországi zsinagógákról.

## Művei
- L’art juif [társszerzők: G. S. Rajna, Z. A. Maisels, R. Reich. D. Jarassé] – Paris : Citadelles & Mazenod, 1995. angolul: Jewish Art, Abrams, New York, 1997, németül: Die Jüdische Kunst, Freiburg, Basel, Wien: Herder, 1997; Sudelovanje korisnika u oblikovanju stana, Gradevinski fakultet, Subotica, 1987
- A lakógéptől az érző építészetig – XX. századi elméletek, Forum, Novi Sad, 1988
- Jože Plečnik, Akadémiai Kiadó, Budapest, 1992
- Tadao Ando. Az építész Kelet és Nyugat között / Architect between East and West; Pont, Budapest, 1995 (Conflux)
- Kunszt György–Klein Rudolf: Peter Eisenman. A dekonstruktivizmustól a foldingig / From deconstruction to folding; Akadémiai, Budapest, 1999
- Kortárs magyar építészeti kalauz (társszerzők Lampel Éva és Lampel Miklós), Vertigo, Budapest, 2001
- Zvi Hecker – Oltre il riconoscibile, Testo & Immagine, Torino, 2002
- The synagogue in Subotica; Grafoprodukt, Subotica, 2003
- A Dohány utcai zsinagóga, angolul: The Great Synagogue of Budapest, mindkettő Terc, Budapest, 2008
- Zsinagógák Magyarországon, 1782–1918. Fejlődéstörténet, tipológia és építészeti jelentőség; Terc, Budapest, 2011
- Kelet-közép Európa zsinagógái 1782–1944; TERC Kft., 2014
- A szabadkai zsinagóga. A zsidó közösség, az építés, a város és kultúrtörténeti jelentőség; 2. bőv. kiad.; Scribarum, Szabadka, 2015